# Wilhelm Russo
Wilhelm Russo (geboren 14. März 1900 in Wernigerode; gestorben 18. Juni 1954 in Berlin-Wittenau) war ein deutscher Journalist und Bibliothekar.

## Leben
Er wurde in der Villa Russo geboren. Nach dem Schulbesuch in der am Harz gelegenen preußischen Kreisstadt Wernigerode studierte Russo Philologie und Wirtschaftspolitik an den Universitäten Berlin und Kiel und promovierte 1924 zum Dr. phil. Unmittelbar danach ging er nach Dresden, wo er Mitarbeiter der Dresdner Neuesten Nachrichten wurde. Später wechselte er zu den Chemnitzer Neuesten Nachrichten und arbeitete bis 1931 in der Redaktion der Leipziger Sonntagspost. Er war spezialisiert auf erörternde Prosa und Kritik. Im Anschluss verließ er Sachsen und ließ sich in der Reichshauptstadt Berlin als privater Sprachlehrer nieder.
Bereits 1928 war er der KPD beigetreten, der er bis zu seinem Übertritt zum Internationalen Sozialistischen Kampfbund (ISK) 1930 angehörte. Ferner wurde er Mitglied der Liga gegen Imperialismus. Nach der „Machtergreifung“ der Nationalsozialisten wurde er im April 1933 inhaftiert und 1934 zu knapp zwei Jahren Haft (zuletzt im KZ Papenburg) wegen Vorbereitung eines hochverräterischen Unternehmens verurteilt. Nach seiner Freilassung gelang ihm die Emigration in die Tschechoslowakei. Er arbeitete in Prag als Lehrer und als Bibliothekar. Nach der deutschen Besetzung Prags flüchtete er 1939 nach England. Nach Ausbruch des Zweiten Weltkrieges wurde er zeitweilig interniert. 1945 kehrte er nach Berlin zurück, wo er Mitglied der SPD wurde und zuletzt in Lichterfelde bis 1954 als Rentenempfänger lebte. Er war unverheiratet.

## Schriften (Auswahl)
- Goethes Faust auf den Berliner Bühnen. Berlin 1924.